# The sensual world (lied)
The sensual world is een nummer van singer-songwriter Kate Bush en dateert uit 1989. Het was de eerste single van het album The sensual world.

## Achtergrond
Het nummer The sensual world is gebaseerd op Ulysses van James Joyce en bevatte origineel het monoloog van Molly Bloom. Echter, om auteursrechtschending te voorkomen, schreef Bush een gelijksoortige tekst. Wel ontleende zij een aantal woorden van het gedicht And did those feet in ancient time van William Blake. In het nummer zijn grotendeels Ierse muziekinstrumenten te horen, waaronder Uilleann pipes, de fiddle en de tinwhistle. In 2011 nam Bush het nummer opnieuw op voor het album Director's Cut, dit maal wel het monoloog van Molly Bloom gebruikende.
Het refrein van het lied was geïnspireerd op een traditioneel Macedonisch muziekstuk genaamd Nevestinsko Oro (de dans van de bruid).
De B-kant van de single, Walk straight down the middle, werd op de CD uitgave van het album toegevoegd als bonus track. Op de LP uitgave werd het weggelaten.
The sensual world is prominent te horen in de film Felicia's journey van Atom Egoyan.
In het Verenigd Koninkrijk bereikte het nummer de nr. 12-positie in de UK singles chart. In Nederland de no. 17-positie in de top 40 en in België de 23ste positie in de Radio 2 top 30.